# Квинт Фабий Максим Кунктатор
Квинт Фа́бий Ма́ксим Кункта́тор или Квинт Фабий Максим Веррукоз (лат. Quintus Fabius Maximus Cunctator или Quintus Fabius Maximus Verrucosus; умер в 203 году до н. э., Рим, Римская республика) — древнеримский военачальник и политический деятель из патрицианского рода Фабиев Максимов, пятикратный консул (в 233, 228, 215, 214 и 209 годах до н. э.). В 233 году до н. э. одержал победу над лигурами. К началу Второй Пунической войны был одним из самых влиятельных политиков республики; вероятно, именно он объявил в 218 году войну Карфагену от имени Рима.
Выступал за осторожную тактику в борьбе с Ганнибалом. В качестве диктатора возглавил римскую армию в 217 году, избегал больших сражений и старался наносить вред врагу, действуя на его коммуникациях и используя тактику «выжженной земли». Таким же образом он действовал и в кампаниях 215 и 214 годов в качестве консула. Результатом стало существенное ослабление армии Ганнибала и сужение территории, которую контролировали карфагеняне в Италии.
Последнее десятилетие своей жизни (213—203 годы до н. э.) Квинт Фабий провёл главным образом в Риме, являясь одним из самых влиятельных сенаторов. Он неудачно противодействовал Публию Корнелию Сципиону (в будущем Африканскому), настаивавшему на более активных действиях против Карфагена.
Античные авторы, начиная с Квинта Энния, приписывали Квинту Фабию исключительные заслуги во Второй Пунической войне: было распространено мнение, что именно «медлительность» Квинта Фабия спасла Рим.

## Источники

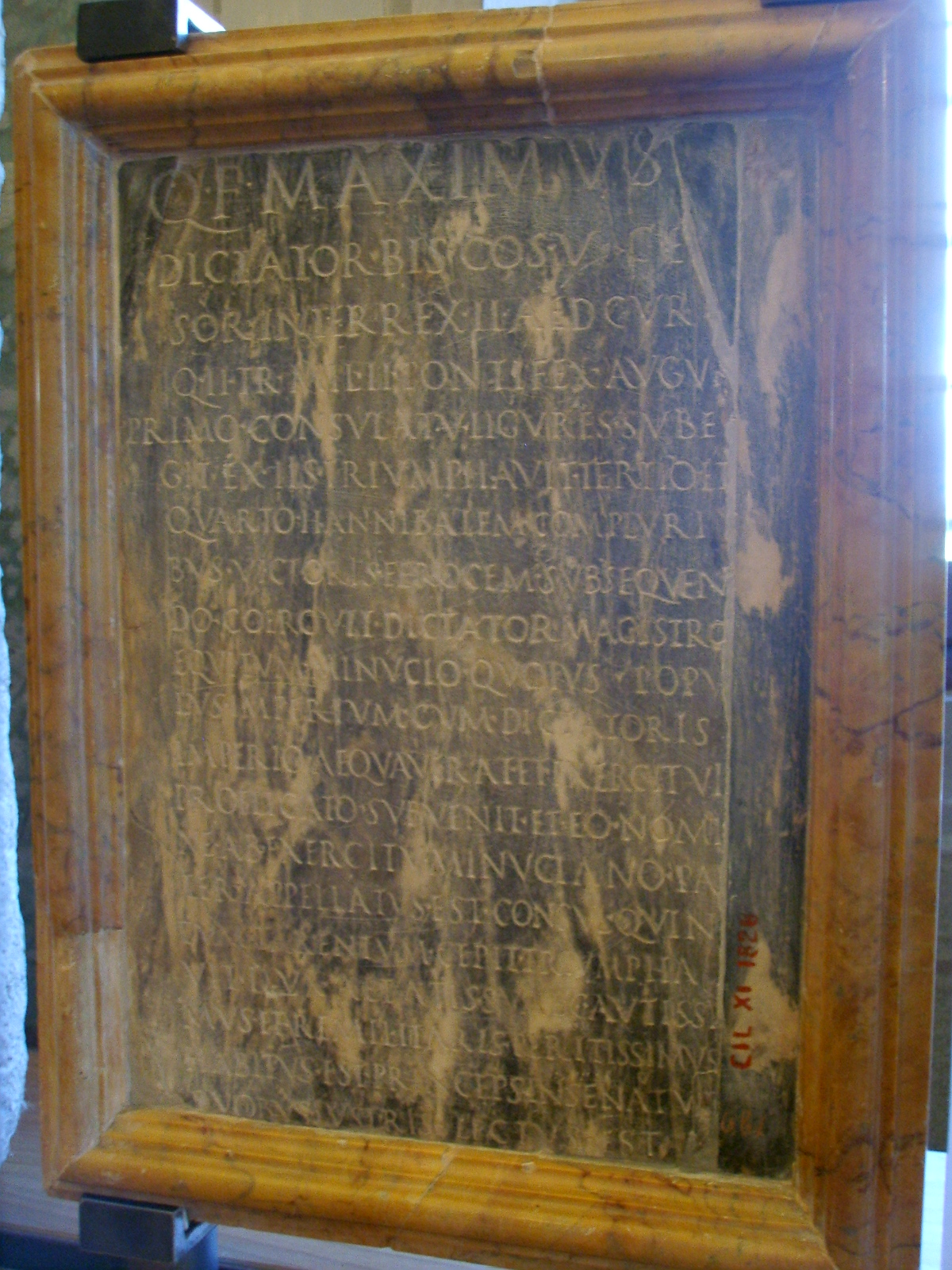
Элогий Квинта Фабия Максима

## Происхождение
Квинт Фабий принадлежал к одному из самых знатных и влиятельных патрицианских родов Рима, представители которого регулярно занимали высшие должности республики, начиная с 485 года до н. э. Источники Плутарха возводили родословную Фабиев к сыну Геракла и италийской нимфы, утверждая также, что вначале этот род назывался Фодии (от латинского fodere — «рыть»), поскольку его представители с помощью ям ловили диких зверей. Антиковед Т. П. Уайзмен назвал это объяснение «достаточно необычным, чтобы быть правдой».
В легендарной битве у Кремеры в 477 году до н. э. погибли все Фабии (тогда крайне многочисленные), кроме одного — Квинта Фабия Вибулана. Его потомок, Квинт Фабий Руллиан, пятикратный консул в конце IV — начале III веков до н. э., стал первым носителем когномена Максим — Величайший, полученного им за многочисленные победы в Самнитских войнах. Согласно Плутарху, Максим Кунктатор приходился Максиму Руллиану праправнуком; согласно Ливию — внуком. Ф. Мюнцер счёл обе версии малоправдоподобными с точки зрения хронологии: по его мнению, Квинт Фабий был правнуком Руллиана и внуком трёхкратного консула Квинта Фабия Максима Гургита. У отца Кунктатора был тот же преномен; возможно, это был Квинт Фабий Максим, курульный эдил в 267 году до н. э., который в год своей магистратуры избил послов из Аполлонии и за это был выдан аполлонийцам.
При жизни Кунктатора Фабии были одним из пяти самых могущественных родов Рима. В историографии их считают вождями аристократической группировки, к которой принадлежали также Атилии, Манлии, Отацилии, Манилии, Огульнии, Летории и Фульвии, а временами тяготели Клавдии, Валерии, Сульпиции, Марции, Юнии. Враждебную им «фракцию» в сенате составляли Эмилии, Корнелии, Ливии, Сервилии, Папирии, Ветурии, Лицинии.

## Имя
От рождения будущий Кунктатор носил имя Квинт Фабий Максим. Ряд античных авторов утверждает, будто прозвание «Величайший» (Maximus) стало агноменом Квинта Фабия «как свидетельство славных подвигов этого человека» и только с этого момента превратилось в когномен для всей этой ветви рода; но другие источники недвусмысленно указывают, что когномен этот появился ещё несколькими поколениями раньше. Личным прижизненным прозвищем Квинта Фабия было Веррукоз (Verrucosus — «Бородавка») из-за бородавки над верхней губой или «на губах». Квинтом Фабием Максимом Веррукозом называют его консульские фасты, Цицерон (точнее — Квинтом Максимом Веррукозом), Сенека (Максимом Веррукозом), Плиний Старший; при этом в элогии Фабия Максима и у Ливия это прозвище не упоминается. За «кроткий нрав» его прозвали ещё в детстве Овикула (Ovicula — «Овечка»).
Посмертным прозванием Кунктатор («Медлитель») Квинт Фабий обязан знаменитой строке из «Анналов» Энния:

Нам один человек промедлением спас государство.
— Квинт Энний. Анналы XII, 360.
В качестве агномена это прозвище употребляется у Фронтина, Флора, Луция Ампелия. При этом Псевдо-Аврелий Виктор пишет, что Медлителем Квинта Фабия называли его противники.

## Биография

### Ранние годы
Дата рождения Квинта Фабия неизвестна. Ливий пишет, что Кунктатор скончался «в глубокой старости, если только и вправду он шестьдесят два года был авгуром, как утверждают некоторые писатели». Ф. Мюнцер заключает из этих слов, что Ливий считал эти сведения сомнительными, и готов с ним согласиться: при столь продолжительном авгурате Квинт Фабий должен был родиться не позже 283 года до н. э. и соответственно впервые стать консулом в пятьдесят лет, а для человека с таким происхождением это явно слишком поздно. Г. Бек датирует рождение Квинта Фабия 275 годом до н. э.
В детстве Квинт Фабий учился с большим трудом, вызывая у окружающих подозрения «в вялости и тупости», но всё же усваивая необходимые знания (правда, медленнее, чем сверстники). За медлительность и незлобивость он получил от сверстников прозвище Овикула («Овечка»). Тем не менее, согласно Плутарху, уже с ранних лет Квинт Фабий готовил себя к карьере военного и оратора. Его образование было «обширным для римлянина»: в частности, он хорошо знал историю и «помнил все войны, происходившие не только внутри страны, но и за её пределами».
Если источники Ливия не ошибаются, Фабий стал авгуром в 265 году до н. э. Именно в этом году его предполагаемый дед Квинт Фабий Максим Гургит погиб при осаде Вольсиний в Этрурии, и существует вероятность того, что членство в жреческой коллегии перешло от деда к внуку. Из элогия Квинта-младшего известно, что он дважды был военным трибуном (вероятно, во время Первой Пунической войны), затем квестором и курульным эдилом. Автор классического справочника Т. Броутон предположительно датирует квестуру 237 и 236 годами, а эдилитет, упомянутый также у Сенеки, — 235 годом до н. э.

### Первые консульства и цензура
Квинт Фабий впервые достиг консулата в 233 году до н. э., перешагнув в своём cursus honorum стадию претуры. Его коллегой был плебей Маний Помпоний Матон. Фабий возглавил армию в войне с лигурами, совершавшими набеги на Италию. Он разбил врага в сражении и оттеснил его в глубину Альп; наградой за это стал триумф, после которого Фабий построил в Риме храм Чести, восстановленный спустя двадцать пять лет Марком Клавдием Марцеллом.
Второй консул в это время подавлял восстание сардов. Вину за выступление обоих этих народов против Рима сенат возложил на Карфаген, стремившийся к реваншу после поражения в Первой Пунической войне, и Квинт Фабий, если верить Квинту Элию Туберону, отправил к карфагенянам послание с предложением выбрать один из двух даров — копьё и жезл, «два знака — войны или мира, — чтобы они выбрали из них, какой желают; и пусть считают, что послано им именно то, что они выберут». Те выбрали жезл, и мир был сохранён. Другие источники датируют это послание 235 годом до н. э., когда консулами были Тит Манлий Торкват и Гай Атилий Бульб, и связывают его с Корсикой.
В 230 году до н. э. Квинт Фабий был цензором совместно с плебеем Марком Семпронием Тудитаном. Этот факт упоминается только в фастах и в элогии, и какие-либо подробности неизвестны. Уже в 228 году Квинт Фабий стал консулом во второй раз. Единственный автор, рассказывающий какие-либо подробности об этом консулате, — Цицерон. В трактате «О старости» он говорит, что Квинт Фабий в противоположность своему коллеге Спурию Карвилию Максиму Руге выступил против аграрного законопроекта народного трибуна Гая Фламиния, предполагавшего раздел земель в Пицене между плебеями. Но Полибий датирует этот законопроект 232 годом до н. э., что делает свидетельство Цицерона сомнительным.
О каких-либо других действиях Квинта Фабия в 220-е годы до н. э. источники молчат. Вероятно, к 221 году до н. э. должна относиться его первая диктатура, во время которой начальником конницы был Гай Фламиний (в фастах существует лакуна за 221—219 годы, а Фламиний в 220 году стал цензором). Валерий Максим сообщает, что писк полевой мыши, сочтённый дурным предзнаменованием, заставил обоих сложить с себя полномочия.

### Начало Ганнибаловой войны

Владения Рима и Карфагена накануне Второй Пунической войны

Возможно, Квинт Фабий сыграл важную роль в событиях, предваривших Вторую Пуническую войну. Некоторые источники рассказывают о полемике, развернувшейся в сенате после известий о взятии Ганнибалом города Сагунт в Испании: Луций Корнелий Лентул Кавдин настаивал на немедленном объявлении войны Карфагену, а Квинт Фабий предлагал всё же сначала потребовать восстановления справедливости. В искажённом виде эту полемику упоминает, видимо, Фронтин; Полибий выступает с критикой излагающих этот сюжет историков Херея и Сосила, считая, что они совершают «величайшую нелепость»: по его мнению, такого совещания в сенате в той ситуации быть не могло.
В такой полемике, возможно, нашла своё выражение борьба между двумя сенатскими «фракциями» с разными взглядами на внешнюю политику. «Партия Фабиев» была традиционно настроена против экспансии за пределами Италии, а усиливавшаяся в это время «партия Эмилиев», к которой принадлежали в том числе оба консула 218 года до н. э., выступала за внешнеполитическую активность. В конце концов сенат сформировал посольство, четверо участников которого (из пятерых) принадлежали именно к последней «партии». Это были оба консула предыдущего года (219 до н. э.) Луций Эмилий Павел и Марк Ливий Салинатор, а также Гай Лициний и Квинт Бебий Тамфил. Такой выбор легатов сводил к нулю вероятность мирного исхода; Ливий пишет даже, что речь шла только о том, «чтобы исполнить все обычаи, прежде чем начать войну».
Пятым участником посольства и его формальным главой в качестве компромисса сделали одного из Фабиев. Если Полибий и Аппиан не называют имена ни одного из послов, то Силий Италик и Луций Анней Флор говорят просто о некоем Фабии; согласно Диону Кассию и Зонаре, посольство возглавлял Марк Фабий (это мог быть только Марк Фабий Бутеон, консул 245 и цензор 241 года до н. э.); наконец, Ливий говорит о Квинте Фабии, не называя когномен.
В историографии главой посольства и человеком, непосредственно объявившим войну Карфагену от имени Римской республики, в ряде случаев уверенно называют Квинта Фабия Максима. При этом И. Шифман предположил, что, отправляя в Карфаген Квинта Фабия, «известного своим стремлением к мирному урегулированию», римский сенат стремился показать, что всё ещё открыт для переговоров, могущих предотвратить войну. Существуют мнения в пользу версии Диона Кассия и Зонары; например, Т. Бобровникова предпочла назвать посла просто Фабием. Ф. Мюнцер считает, что решающих аргументов в пользу какого-либо из двух вариантов нет: оба Фабия могли возглавить посольство как знатные и умудрённые опытом цензории; Квинт Фабий как более значительная фигура теоретически мог получить предпочтение и у современников, и у историков последующих веков.
В карфагенском Совете послы задали вопрос, «государством ли дано Ганнибалу полномочие осадить Сагунт». Карфагеняне, отказавшись от прямого ответа, предпочли заявить о своём праве вести завоевания в Испании.

Тогда римлянин, свернув полу тоги, сказал: «Вот здесь я приношу вам войну и мир; выбирайте любое!» На эти слова он получил не менее гордый ответ: «Выбирай сам!» А когда он, распустив тогу, воскликнул: «Я даю вам войну!» — присутствующие единодушно ответили, что они принимают войну и будут вести её с такою же решимостью, с какой приняли.
— Тит Ливий. История Рима от основания города, XXI, 18, 13-14.
Выполнив первую часть своей миссии, послы переправились в Испанию, чтобы заключить союзы с местными племенами. Баргузии приняли их дружелюбно, но вольцианы поставили в вину римлянам гибель Сагунта, так и не получившего помощи, и после этого иберы перестали идти на контакт с посольством. Римляне попытались ещё убедить галлов не пропускать карфагенскую армию через свою территорию, но те подняли послов на смех. Легаты вернулись в Рим уже после отбытия консулов к армиям. Существует предположение, что рассказ об этом Ливия — литературный вымысел, целью которого было оправдать медленные приготовления Рима к войне.

### Диктатура 217 года до н. э.
В первые два года войны римская армия понесла ряд серьёзных поражений. В частности, в 217 году до н. э. в битве у Тразименского озера был разгромлен и погиб вождь «демократической партии» Гай Фламиний. Плутарх пишет, будто Квинт Фабий предлагал Фламинию не торопиться давать решающее сражение:

Узнав, как малочисленны враги и как жестоко стеснены они в денежных средствах, он советовал воздержаться от сражения с человеком, закалившим своё войско во многих битвах, а лучше послать помощь союзникам, крепче держать в руках города и предоставить силам Ганнибала иссякнуть самим по себе, как постепенно угасает едва тлеющий огонёк.
— Плутарх. Фабий Максим, 2.
Этот рассказ считается вымыслом, как и утверждение Силия Италика, будто Квинт Фабий участвовал в походе Фламиния и в битве у Тразименского озера спас остатки армии. Максим находился в Риме, когда сюда пришли вести об очередном поражении. Из-за сложившейся тяжёлой ситуации было решено избрать диктатора, и, поскольку второй консул был в Ариминуме, этими выборами впервые в истории республики занялся народ. Комиции назначили диктатором Квинта Фабия, а начальником конницы — представителя второй аристократической «партии» Марка Минуция Руфа. До этого начальники конницы всегда назначались самими диктаторами, но на этот раз, видимо, изменение процедуры было необходимо для достижения компромисса между двумя фракциями в сенате.
Сразу после избрания Квинт Фабий обратился с речью к сенату, в которой заявил, что Фламиний погубил армию своим пренебрежительным отношением к обрядам. В историографии существуют взаимно противоположные мнения, что это было проявление враждебности к погибшему консулу или что это была попытка снять с Фламиния часть ответственности за поражение. Чтобы «успокоить общественность», диктатор постановил основать новые храмы, принести жертвы и исполнить заново обеты, принесённые Марсу.
Квинт Фабий принял и меры чисто военного характера. Он начал мобилизацию ещё двух легионов, приказал жителям неукреплённых мест, особенно тех, где должен был пройти Ганнибал, сжигать дома и уничтожать урожай, а потом уходить в безопасные пункты. Консул Гней Сервилий Гемин по его приказу привёл свою армию к Риму и сдал командование; перед встречей, увидев, что Гемин скачет к нему во главе отряда всадников, Квинт Фабий выслал вперёд вестников с приказом к консулу предстать перед ним без ликторов, как частное лицо. Тот повиновался. Позже Максим направил Гнея Сервилия охранять берега Италии от карфагенского флота, а для обеспечения кораблей экипажем начал ещё одну масштабную мобилизацию, затронувшую даже вольноотпущенников.
С этого момента тактика римской армии изменилась. Квинт Фабий следовал за противником, не давая ему больших сражений, но активно действуя на его коммуникациях, уничтожая мелкие отряды и обеспечивая необходимым боевым опытом своих новобранцев. Это была война на истощение, в которой Рим обладал преимуществом, поскольку располагал богатыми людскими и материальными ресурсами Италии. Но такая тактика была рассчитана на долгий срок, и у неё было много противников среди римлян: Ганнибал получал относительную свободу действий, чтобы грабить страну (он смог беспрепятственно пройти из Центральной Италии в Апулию, а потом в Кампанию), и поведение Фабия могло выглядеть как проявление слабости, трусости и неспособности защитить союзников Рима. Только один раз диктатору удалось окружить карфагенскую армию в горах между Калами и Вольтурном, но Ганнибалу удалось прорваться благодаря использованию быков с горящим сеном на рогах.
Внутри армии диктатора созрела оппозиция, которую возглавил начальник конницы. Марк Минуций открыто называл Фабия трусом и лентяем; со своей стороны, Ганнибал, если верить источникам, постарался бросить тень на диктатора: он запретил грабить его землю, будто бы между ними заключено некое тайное соглашение. В конце концов Квинта Фабия под предлогом жертвоприношений отозвали на время из армии. В его отсутствие Минуций добился успеха в относительно крупной стычке, и это вызвало в Риме большое воодушевление, хотя диктатор не верил хорошим новостям «и говорил, что побед он боится больше, чем поражений». Тогда народный трибун Марк Метилий предложил уравнять начальника конницы в правах с диктатором; народное собрание приняло это предложение, фактически означавшее восстановление коллегиальности.
Минуций предложил Фабию командовать армией поочерёдно, но тот настоял на разделении войск. Совсем скоро карфагеняне спровоцировали Минуция на сражение, в котором римлян неожиданно атаковали из засады; в этот момент Фабий пришёл на помощь коллеге, и Ганнибал предпочёл увести войска. После столь явной победы Фабия Марк Минуций добровольно отказался от недавно полученных прав и вернулся к прежним обязанностям обычного начальника конницы.
По истечении шестимесячного срока Квинт Фабий передал командование консулам, которые стали придерживаться той же осторожной тактики. Кампания 217 года к этому времени уже заканчивалась; в связи со второй её половиной в историографии говорят о «военно-политическом поражении» Ганнибала и даже о «несостоявшемся переломе в войне». Правда, карфагенская армия понесла не слишком большие потери, и применять долго тактику «промедлений» в её тогдашнем виде было нельзя.

### После Канн
В 216 году до н. э. произошло ещё одно, особенно масштабное поражение римской армии — при Каннах. Анналисты, описывая предысторию этого события, изобразили Квинта Фабия в роли мудреца, к советам которого прислушивался один из консулов — Луций Эмилий Павел, участвовавший двумя годами ранее в карфагенском посольстве. Другой же, Гай Теренций Варрон, согласно Плутарху, неоднократно заявлял, «что войне до тех пор не будет конца, пока командование поручают Фабиям, а что-де сам он разобьёт противника в тот же день, как его увидит». Он и дал Ганнибалу гибельное для римской армии сражение; Луций Эмилий же перед смертью в бою попросил военного трибуна Гнея Корнелия Лентула передать Фабию, что следовал его советам до конца. Вероятно, рассказ об этом является вымыслом.
Когда в Рим пришли первые известия о каннской катастрофе, Квинт Фабий выступил в сенате с рядом предложений, которые были приняты: по Аппиевой и Латинской дорогам отправили всадников для сбора информации, ворота Рима закрыли, женщинам приказали сидеть дома; сенаторы постарались успокоить горожан. Фабий лично приложил много усилий, чтобы приободрить сограждан. А когда в Рим вернулся бежавший с поля боя Варрон, Фабий в числе других сенаторов приветствовал его и поблагодарил за то, что тот не поддался отчаянию.
От Луция Эмилия Павла Квинт Фабий унаследовал его место в коллегии понтификов; в том же году он основал храм Венеры Эрицинской. В конце года, когда Спурий Карвилий Максим Руга предложил для восполнения убыли в сенате предоставить римское гражданство двум сенаторам от каждого латинского города, именно Квинт Фабий настоял на том, чтобы сам факт такого обсуждения не разглашался.
Консулами на 215 год стали двое плебеев — Тиберий Семпроний Гракх и Марк Клавдий Марцелл. Недовольный этим сенат добился перевыборов второго консула, на которых победил Квинт Фабий. Последний возглавил одну из римских армий и снова стал применять против Ганнибала свою старую тактику, действуя в Кампании. Больших сражений в этом году не было: война велась в основном позиционная.
В консульских выборах на следующий год фаворитами были Тит Отацилий Красс и Марк Эмилий Регилл. Но, когда выборы уже начались, руководивший ими Квинт Фабий неожиданно для всех остановил процедуру и обратился к народному собранию с речью, в которой подверг кандидатов жёсткой критике. Красса он обвинил в некомпетентности в военных вопросах, а относительно Регилла заявил, что его должность фламина Квирина не может сочетаться с командованием войсками. Максим настоял на повторном голосовании; в ходе этого конфликта между аристократическими семьями был достигнут вынужденный компромисс: консулами стали сам Квинт Фабий и Марк Клавдий Марцелл, а Отацилий во второй раз получил претуру. Согласно одной из гипотез, это была победа партии «аграриев-консерваторов», возглавляемой Фабием, к которой примкнул Марцелл.

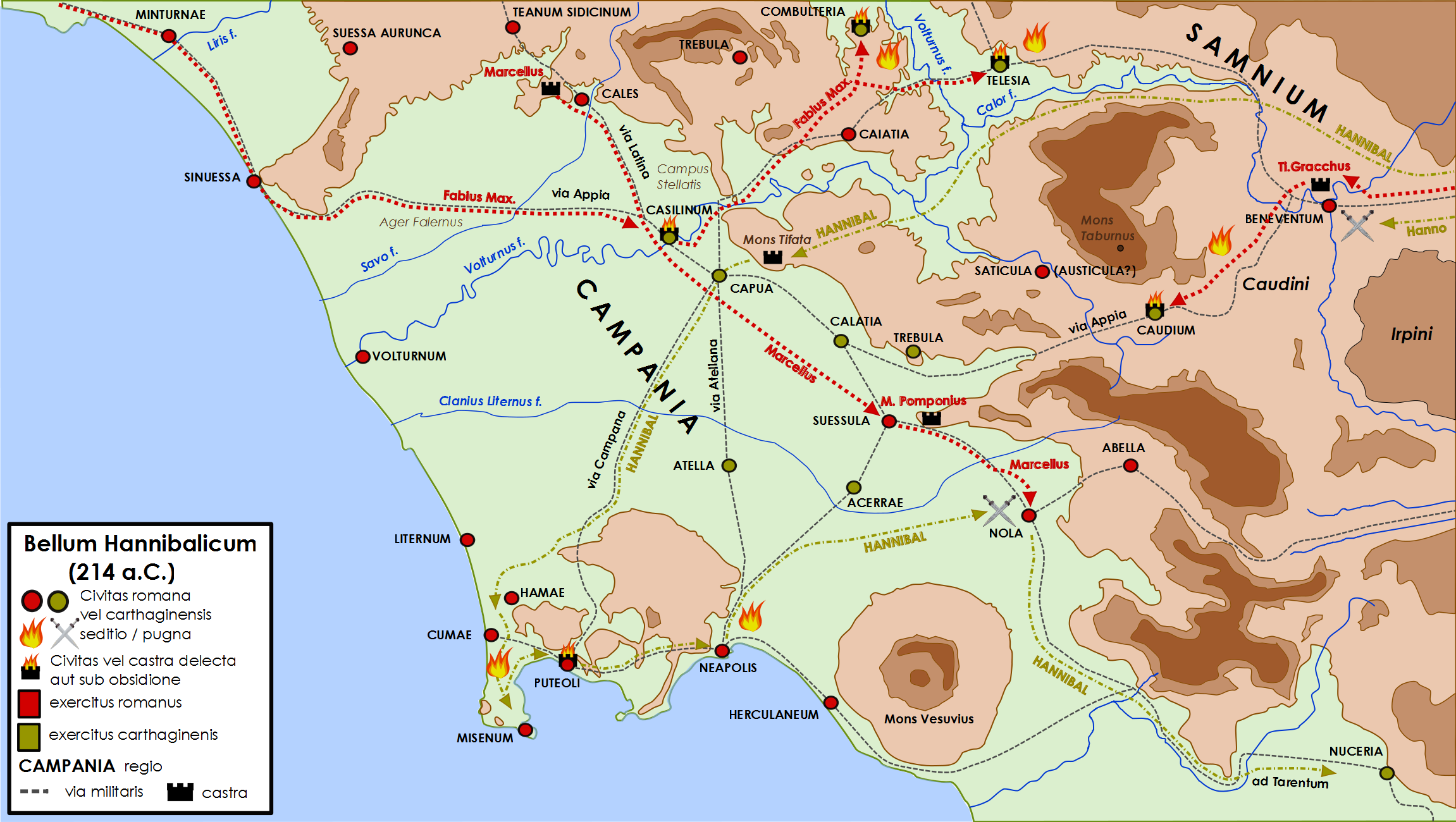
Военные действия в Кампании в 214 году до н. э.

В ходе военной кампании этого года Квинт Фабий долго осаждал Казилин. Защитники города оборонялись настолько упорно, что Максим хотел отступить, но присоединившийся к нему Марцелл настоял на продолжении осады. В конце концов Казилин был взят; из двух тысяч кампанцев, составлявших его гарнизон наряду с семьюстами карфагенянами, спаслись только пятьдесят, которые смогли добежать до расположения Квинта Фабия и попросить его защиты.
Затем консул совершил поход в Самний и Луканию. Он взял города Компультерия, Телезия, Компса, Фугифулы, Орбитаний; двадцать пять тысяч человек были перебиты или взяты в плен, а триста семьдесят перебежчиков, попавших в руки римлян, высекли и сбросили с Тарпейской скалы. В результате территория, которую контролировал Ганнибал в Южной Италии, существенно уменьшилась. Правда, существует мнение, что доверять рассказу Ливия о походе Максима в Самний не стоит. По завершении кампании Квинт Фабий провёл консульские выборы, победителем которых стал его сын. Тит Ливий рассказывает, что в следующем году Квинт-старший был легатом под командой сына, но, скорее всего, Квинт Фабий провёл 213 и 212 годы в Риме.
Когда Ганнибал двинулся на Рим, чтобы спасти осаждённую врагом Капую (211 год до н. э.), Квинт Фабий выступил в сенате против Публия Корнелия Сципиона Азины, предлагавшего стянуть к городу все силы: Максим был уверен, что поход Ганнибала — всего лишь манёвр и что Рим удастся защитить имеющимися силами. В конце концов верх одержало компромиссное мнение Публия Валерия Флакка: отвести от Капуи часть войск, но осаду продолжать.

### Взятие Тарента
В 209 году до н. э. Квинт Фабий в пятый раз стал консулом. Один из цензоров этого года Публий Семпроний Тудитан поставил его во главе списка сенаторов, преодолев сопротивление коллеги Марка Корнелия Цетега, настаивавшего на кандидатуре Тита Манлия Торквата. Коллегой Фабия по консулату стал проводивший выборы Квинт Фульвий Флакк. Если последний действовал в Лукании и Бруттии, то задачей Максима стало взятие Тарента, в акрополе которого продолжал держаться римский гарнизон. Флакк и Марцелл отвлекли внимание Ганнибала, а Максим взял Мандурию (здесь были захвачены три тысячи пленных) и подошёл к Таренту, одновременно блокированному со стороны моря римским флотом.

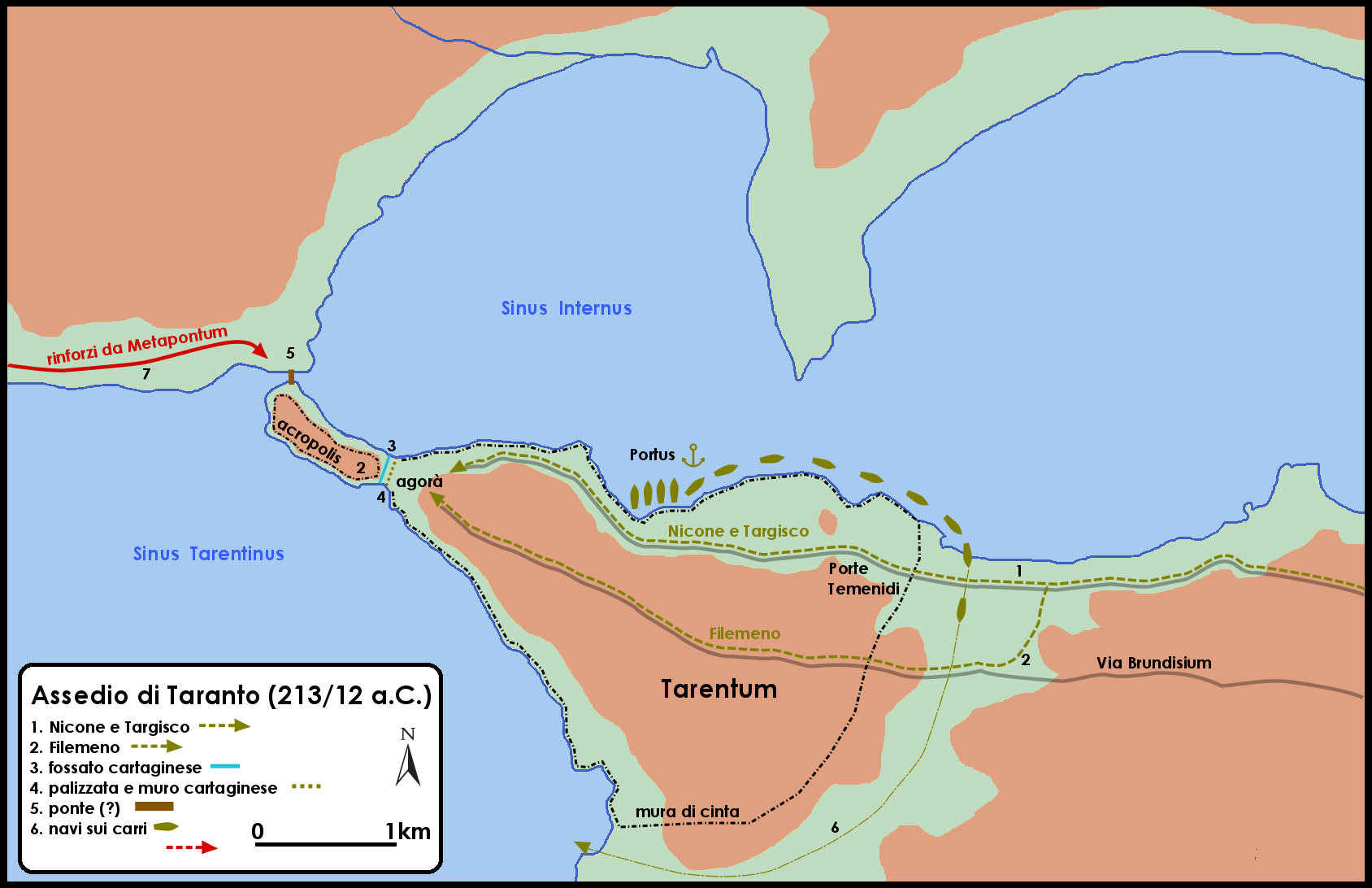
Осада Тарента

Взять город Квинту Фабию помогла случайность: командир бруттиев, входивших в состав местного гарнизона, влюбился в тарентинку, брат которой служил в осадной армии. Последний узнал об этом и с одобрения консула начал переговоры. Влюблённый бруттий согласился впустить римлян в город через вверенный ему участок укреплений (согласно другой версии, этот офицер был «земляком и знакомым» наложницы Фабия). В назначенную для штурма ночь римляне, чтобы отвлечь внимание осаждённых, подали сигнал к атаке со стороны акрополя и моря, но нападение здесь не начали. Тем временем с восточной стороны штурмовой отряд без помех преодолел стену; сопротивление он встретил только на входе в форум, где началась резня. Жертвами штурма стали не только карфагеняне и тарентинцы, но и многие бруттии, при этом Плутарх пишет, что консул отдал приказ убивать их, чтобы никто не узнал, что город был взят благодаря предательству; отчасти эту версию подтверждает и Ливий. Командир гарнизона Карталон был убит, когда шёл к Фабию, чтобы рассказать о связывавших их отцов узах гостеприимства, из-за которых он рассчитывал на пощаду.
В Таренте римляне захватили огромную добычу: тридцать тысяч пленных, восемьдесят три тысячи фунтов золота, много серебра, картины, статуи; правда, эти цифры могут быть преувеличением. Статую Геракла работы Лисиппа Квинт Фабий позже поставил на Капитолии. Ганнибал, как только узнал об осаде города, двинулся к нему, но в пути узнал о его падении. В связи с этим он сказал: «И у римлян есть свой Ганнибал: хитростью мы взяли Тарент, и такой же хитростью его у нас отобрали». Простояв у города несколько дней, карфагенская армия отступила.
Одержанная Фабием победа означала потерю Ганнибалом последней крупной базы на юге Италии и разрыв коммуникаций между карфагенской армией и метрополией, а также потерю надежд на совместные действия с восточным союзником — Македонией. Греки с этого момента уже держали сторону Рима; Евтропий сообщает, что многие общины, когда-то переметнувшиеся к карфагенянам, подчинились Фабию, когда узнали о судьбе Тарента. Ганнибал попытался взять реванш, заманив армию Фабия в Метапонт: он прислал письмо от имени местного гарнизона, якобы решившего сдать город. Консул сначала этому поверил, но позже птицегадания дважды дали неблагоприятный результат. Квинт Фабий насторожился, подверг метапонтских посланцев пыткам и узнал правду. По мнению Ф. Мюнцера, ни наивные, ни рационалистичные объяснения этих событий, предложенные античными авторами, доверия не вызывают.
Квинт Фабий был удостоен триумфа, ставшего первым за всю Вторую Пуническую войну. Исследователи обращают внимание на то, что Ливий об этом триумфе промолчал, уделив много внимания почестям, которые получили за свои победы Марк Клавдий Марцелл, Гай Клавдий Нерон и Марк Ливий Салинатор, Сципион Африканский.

### Последние годы
Когда Рим готовился к отражению новой угрозы со стороны Гасдрубала, шедшего из Испании на соединение с братом (208 год до н. э.), Квинт Фабий рассматривался как кандидат в коллеги консулу Гаю Клавдию Нерону; его не назначили, так как вторым консулом должен был стать плебей. Возможно, в том же году Максим был интеррексом.
Последние годы жизни Квинта Фабия были заполнены борьбой с Публием Корнелием Сципионом, к которому Максим, если верить Плутарху, испытывал ненависть. Речь шла о конкуренции между двумя стратегиями на заключительном этапе войны: наступательной и оборонительной. В этой борьбе союзником Квинта Фабия стал молодой политик, служивший под его началом в Кампании и при взятии Тарента и «проникшийся уважением к нему», — Марк Порций Катон, в будущем Цензор. В 205 году до н. э., когда Сципион стал консулом и открыто заявил о своём намерении высадиться в Африке, чтобы нанести врагу решающий удар, Фабий выступил против. Ливий вложил в его уста пространную речь, произнесённую в сенате, где он заявил, что кратчайший путь к победе в войне — разгром Ганнибала в Италии и что африканская экспедиция сопряжена с огромным риском. Тем не менее сенат, заранее настроенный определённым образом, предоставил Сципиону Сицилию в качестве провинции и право высадиться в Африке. Согласно Плутарху, Фабий пытался уговорить коллегу Публия Корнелия — Публия Лициния Красса — «не уступать ему поста главнокомандующего, но самому переправиться за море и пойти на Карфаген», руководствуясь при этом уже не осторожностью и страхом за судьбу Рима, а завистью и честолюбием.
Годом позже послы из Локр сообщили сенату о бесчинствах в их городе легата Сципиона Квинта Племиния. Квинт Фабий в связи с этим выдвинул в адрес Публия Корнелия обвинения в том, что он разлагает армию, и потребовал вызвать его в Рим и предложить народному собранию лишить его командования; впрочем, победил компромиссный вариант Квинта Цецилия Метелла, предполагавший отправку к Сципиону ряда магистратов для изучения ситуации на месте. В конце концов Публий Корнелий всё же отправился в Африку.
О том, что деятельность Квинта Фабия в последние годы жизни не сводилась к борьбе со Сципионом, говорит упоминание двух его речей. Одна была произнесена в поддержку lex Cincia о подарках и вознаграждениях, другая — над телом собственного сына: Квинт Фабий-младший умер между 207 и 203 годами до н. э. Отец «встретил горе с чрезвычайною сдержанностью, как и надлежало разумному человеку и хорошему отцу», и сам произнёс погребальную речь, которую позже издал. Цицерон в трактате «О старости» говорит устами Катона Цензора, что эта речь «у всех на руках».
Последней почестью, оказанной Квинту Фабию при жизни, стало повторное появление его имени во главе списка сенаторов (204 год до н. э.). Уже в 203 году до н. э., когда Сципион одержал большие победы в Африке, а Ганнибал оставил Италию, Квинт Фабий скончался. Вероятно, он был болен или уже мёртв, когда сенат обсуждал мирные предложения карфагенян.

## Потомки
Сыном Квинта Фабия Максима был консул 213 года до н. э. того же имени. Существует предположение, что был ещё один сын, не упоминающийся в источниках, от которого произошли последующие Фабии Максимы.

## Оценки личности и деятельности Квинта Фабия

### В античной литературе
Высокие оценки заслуг Квинта Фабия перед Римом восходят ещё к Квинту Эннию, который написал:

Нам один человек промедлением спас государство.

Он людскую молву отметал ради блага отчизны.

День ото дня всё ярче теперь да блестит его слава!
— Квинт Энний. Анналы XII, 360-362
Эти строки стали каноническими для римской литературы. Их цитируют Цицерон, Тит Ливий, Вергилий, Овидий. При этом Ливий всё же высказывает определённые сомнения: «можно спорить, был ли он медлителен по характеру своему, или того требовало тогдашнее положение на войне». Полибий, не писавший о «спасении государства», тем не менее признавал, что в 217 году до н. э. тактика Фабия была максимально разумной и осмотрительной и что его военных заслуг было достаточно для прозвания «Величайший». О медлительности Фабия как главном факторе, обеспечившем Риму победу во Второй Пунической войне, пишут Луций Анней Флор, Евтропий, Псевдо-Аврелий Виктор, Луций Ампелий.
Начиная с младших анналистов, медлительность Квинта Фабия стала одним из примеров староримской добродетельности. Кроме того, античные авторы характеризуют Максима как человека, отличающегося выдающимся умом, строгостью, выдержкой (он очень достойно перенёс смерть сына). Отмечают его приверженность дисциплине: так, он демонстративно подчинился собственному сыну, когда тот был консулом.
При этом Плутарх отмечает, что Квинтом Фабием в его действиях против Сципиона двигали ненависть, зависть и честолюбие. При взятии Тарента Максим проявил жестокость и вероломство.

### В историографии
Ф. Мюнцер впервые провёл критический анализ источников о Квинте Фабии в его биографии, написанной для энциклопедии «Паули-Виссова». Историки ещё в XIX веке отказались от идеи видеть в Кунктаторе «спасителя Рима»: так, Т. Моммзен связывает победу Рима над Карфагеном уже не с медлительностью Фабия, а со «сплочённостью… союза и, быть может, не в меньшей степени с национальной ненавистью, которую питали западные народы к финикийцу». При этом самым выдающимся римским полководцем во Второй Пунической войне Моммзен всё же считал Марцелла. Другие учёные поддерживают мнение, что Рим победил Карфаген в Пунических войнах в силу объективных причин; Т. Бобровникова, правда, подчёркивает роль личности, но считает, что Рим спас Сципион.
В советской историографии Квинта Фабия причисляли к «консервативной сенатской группировке» вместе с Луцием Эмилием Павлом, считали «ставленником сената», не пользовавшимся доверием «демократических сил». Тем не менее его дискуссию со Сципионом объясняли старой враждой между Фабиями и Корнелиями. С. Лансель причисляет Фабия к «партии аграриев-консерваторов».

## В культуре
Квинт Фабий стал героем картин Рембрандта и Яна Ливенса. Он является одним из второстепенных персонажей повести А. Немировского «Слоны Ганнибала».
Имя Квинта Фабия дало название специальной тактике, суть которой заключается в уклонении от решительных схваток и нанесении мелких ударов. Отсюда название философско-экономического течения в Великобритании — «Фабианский социализм», представители которого выступали за медленное преобразование капиталистического общества в социалистическое.
В русском языке прозвище «кунктатор» используется для обозначения медлительного, обстоятельного, обычно в итоге успешного человека. Так, кунктатором называли М. И. Кутузова. Соответствующий метод действий называют «кунктаторством». Н. С. Лесков в «Мелочах архиерейской жизни», характеризуя осторожный характер одного из архиереев, писал о медлительности «этого Фабия Кунктатора»..